# Sim (serie)

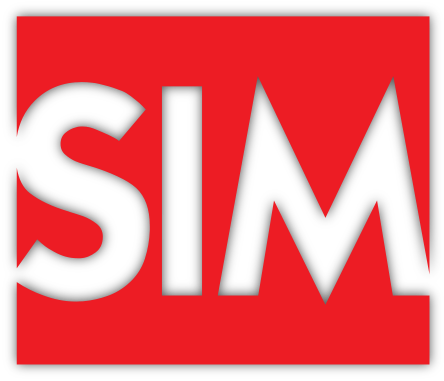
Logo ufficiale della serie Sim

Sim è un marchio statunitense associato a diversi videogiochi simulatori di vita sviluppati da Maxis e pubblicati da Electronic Arts.
Il marchio include due serie di grande rilievo ma molto diverse tra loro: SimCity (gestionale di costruzione di città) e The Sims (gestionale di simulazione di vita).

## SimCity
- SimCity
- SimCity 2000
- SimCity 3000
- SimCity 4
- SimCity Societies
- SimCity (2013)

- SimCity 64
- SimCity DS
- SimCity DS 2
- Sim City Creator
- SimCity Buildit
- SimCity Social

## The Sims
- The Sims
- The Sims 2
- The Sims 3
- The Sims 4
- The Sims Medieval
- The Sims Social
- The Sims FreePlay
- The Sims Life Stories
- The Sims Pet Stories
- The Sims Castaway Stories
- The Sims Mobile

## MySims
- MySims
- MySims Kingdom
- MySims Party
- MySims Racing
- MySims Agents
- MySims Sky Heroes

## Altri
- Darkspore
- SimEarth
- SimAnt
- SimLife
- SimFarm
- SimRefinery
- SimTower
- SimCopter
- Streets of SimCity
- SimHealth
- SimIsle
- SimTown
- SimPark
- SimGolf
- SimTunes
- SimSafari
- Sid Meier's SimGolf
- SimAnimals
- Spore
- The Urbz: Sims in the City